# Antikos
Antikos (altgriechisch Άντίκος) war ein antiker griechischer Bildschnitzer, der in der ersten Hälfte des 3. Jahrhunderts v. Chr. auf der Insel Delos wirkte.
Antikos ist nur durch die inschriftliche Überlieferung bekannt. 1889 wurde etwas außerhalb des Apollon-Heiligtums auf der Insel Delos eine marmorne Abrechnungstafel gefunden, auf der die Ausgaben für Opfergaben aufgelistet wurden. Hier wird Antikos in der Inschrift als Schöpfer zweier hölzerner Agalmata – schmückende Gegenstände, meist in einem religiösen Kontext – aufgeführt. Diese zeigen zum einen Poseidon und zum anderen wahrscheinlich Hermes. Die Abrechnung ist in das Jahr 274 v. Chr. datiert.